# Mistrzostwa świata w korfballu
Mistrzostwa świata w korfballu – zawody w Korfballu, organizowane od 1978 roku co cztery lata przez Międzynarodową Federację Korballu.
| rok  | miejsce rozegrania turnieju | I miejsce | II miejsce | III miejsce     | Udział Polski |
| ---- | --------------------------- | --------- | ---------- | --------------- | ------------- |
| 1978 | Holandia                    | Holandia  | Belgia     | Niemcy          |               |
| 1984 | Belgia                      | Holandia  | Belgia     | Niemcy          |               |
| 1987 | Holandia                    | Holandia  | Belgia     | Wielka Brytania |               |
| 1991 | Belgia                      | Belgia    | Holandia   | Chińskie Tajpej |               |
| 1995 | Indie                       | Holandia  | Belgia     | Portugalia      |               |
| 1999 | Australia                   | Holandia  | Belgia     | Wielka Brytania | 9. miejsce    |
| 2003 | Holandia                    | Holandia  | Belgia     | Czechy          | 12. miejsce   |
| 2007 | Czechy                      | Holandia  | Belgia     | Czechy          | 14. miejsce   |
| 2011 | Chiny                       | Holandia  | Belgia     | Chińskie Tajpej | 10. miejsce   |
| 2015 | Belgia                      |           |            |                 |               |